# Sotaro Sada
Sotaro Sada (佐田 聡太郎 Sada Sotaro?), född 18 mars 1984 i Gunma prefektur, är en japansk före detta fotbollsspelare.
Sada började sin karriär 2002 i Sanfrecce Hiroshima. 2004 flyttade han till Thespa Kusatsu. Han spelade 221 ligamatcher för klubben. Efter Thespa Kusatsu spelade han för AC Nagano Parceiro. Han avslutade karriären 2012.